# Digital bildskärm
En digital bildskärm har, till skillnad från en analog bildskärm, ett bildelement med en specifik, fast upplösning. Antalet pixlar i X- och Y-led som bildskärmen kan visa rent fysiskt är alltså statiskt och oföränderligt.

## Skalning
Beroende på hur skärmen används kan det finnas behov att använda andra upplösningar än bildskärmens egna. Till exempel förväntas en television kunna visa program i ett antal format använda i TV-sändningarna, och dessutom film lagrad på VHS-kassett eller DVD, med ytterligare andra upplösningar. I vissa tillämpningar är den fasta upplösningen inget problem, till exempel för datorterminaler och arbetsstationer (PC-datorer förväntar sig däremot att skärmen klarar olika upplösningar, eftersom grafikkort och skärm ofta skaffas separat).
Där man har en skärm med fast upplösning för användning där varierande upplösning förväntas brukar man bygga in elektronik i skärmen, som omvandlar den inkommande signalen till rätt upplösning innan den skickas vidare till bildelementet. Om upplösningen är den dubbla räcker det att kopiera en bildpunkt till motsvarande närliggande bildpunkter. Om upplösningen halveras kan man ta ett medeltal av bildpunkterna som motsvarar en bildpunkt som kan visas (också om avancerade algoritmer kan användas för att få en skenbart högre upplösning).
Om förhållandet mellan ursprunglig upplösning och den upplösning som kan visas är olämpligt leder omvandlingen lätt till en suddig bild (tydligt då text anpassad för den ursprungliga upplösningen visas, såsom på den datorskärm), eller en bild med störande interferensmönster (se t.ex. moiré). För att få en så bra bild som möjligt används avancerade matematiska algoritmer eller mer eller mindre motsvarande elektronik.
Det bästa sättet att få en bra bild är att i mån av möjlighet använda samma upplösning som bildelementet i bildskärmen har (1:1-pixelmappning; varje pixel i bildsignalen man skickar till bildskärmen motsvaras av en fysisk pixel på skärmen). Detta är i allmänhet lätt att göra om skärmen används för en dator, men omvandling kan ibland med enkla metoder undvikas också i andra sammanhang.
Olika bildskärmar är olika bra på att skala om inkommande bildsignaler, och detta kan vara en avgörande faktor för huruvida bilden upplevs som bra eller dålig. Personer med höga krav på bildkvalitet använder ibland extern utrustning (ofta bestående av en dedikerad scaler eller en HTPC med speciell programvara), som har bättre kretsar för bildbehandling än den ofta billiga inbyggda elektroniken i bildskärmarna.

## Anslutningar
Om man har en digital bildskärm med digital anslutningsmöjlighet (t.ex. DVI- eller HDMI-anslutning), så kan bildsignalen föras över oförändrad från en digital bildkälla till bildskärmen. Om man däremot använder en analog anslutning på bildskärmen (t.ex. en VGA-anslutning) så måste bildskärmen först digitalisera bildsignalen innan den kan bearbetas av den övriga elektroniken och visas på skärmen.
Om möjligt bör man därför undvika att ansluta digitala bildkällor (såsom dvd-spelare och datorer) analogt, eftersom bildsignalen först kommer att konverteras från digitalt till analogt i bildkällan, sedan färdas genom kabeln och konverteras tillbaks till digitalt format igen i bildskärmen. Dessa behandlingssteg slipper man om man använder digital överföring. Överföring av en bildsignal i analog form, och i synnerhet omvandlingarna, medför alltid kvalitetsförlust.

## Typer av digitala bildskärmar
Numera är de vanligast förekommande typerna av digitala bildskärmar LCD- och plasmaskärmar, samt projektorer baserade på LCD-tekniken.